# Gökhan Süzen
Gökhan Süzen (sinh 12 tháng 7 năm 1987 ở Düzce) là một hậu vệ bóng đá Thổ Nhĩ Kỳ thi đấu cho Adanaspor.